# Daniel Lackner
Daniel Lackner (* 26. Mai 1987 in Wels, Oberösterreich) ist ein ehemaliger österreichischer Skispringer.

## Werdegang
Lackner begann in seiner Kindheit mit dem Turnsport und kam über einen Verwandten zum Sprunglauf, den er nunmehr seit 1997 ausübt.
In der Winter-Saison 2005/06 sprang er am Kulm als Vorspringer die Weite von 202 Metern. Im Continental Cup gewann er die Bewerbe von Iron Mountain und Zakopane. Im deutschen Brotterode konnte er den dritten Rang belegen. Bei der Junioren-Weltmeisterschaft im finnischen Rovaniemi belegte er 2005 den neunten Platz im Einzel- und den vierten Rang im Mannschaftswettbewerb.
Im Weltcup hatte er bislang vier Einsätze. Seinen ersten Weltcuppunkt eroberte er mit dem 30. Rang in Oslo in der Saison 2005/06.

## Erfolge

### Weltcup-Platzierungen
| Saison  | Platz | Punkte |
| ------- | ----- | ------ |
| 2005/06 | 85.   | 1      |
| 2008/09 | 80.   | 5      |